# Clameia
Clameia is een geslacht van weekdieren uit de klasse van de Gastropoda (slakken).

## Soort
- Clameia brooki Boeters & Gittenberger, 1990